# 小悟乡
小悟乡，是中华人民共和国湖北省孝感市孝昌县下辖的一个乡镇级行政单位。

## 行政区划
小悟乡下辖以下地区：
张冲村、黄湾村、石堰村、老屋村、中分村、塘角村、青石村、桥湾村、田山村、万冲村、界岭村、大悟村、胡庙村、凤砦村、项庙村、向阳村、小悟村、阳林村、笔架村、何庙村、七里村、四方村、田堂村和观音湖生态旅游度假区社区。

## 中国传统村落
2013年8月，项庙村被评为第二批中国传统村落。